# Bartosz Łeszyk
Bartosz Łeszyk (ur. 4 grudnia 1980 w Poznaniu) – polski futsalista, wielokrotny reprezentant Polski, od sezonu 2014/15 zawodnik K.S. Auto Wicherka Oborniki. Wcześniej był zawodnikiem KS Gniezno i Akademii FC Pniewy oraz Euromastera Chrobry Głogów.